# Boletinellaceae
Boletinellaceae P.M. Kirk et al. – rodzina podstawczaków należąca do rzędu borowikowców (Boletales), której typem nomenklatorycznym jest Boletinellus.

## Charakterystyka
Grzyby należące do rodziny Boletinellaceae to saprotrofy rozwijające się w zagrzebanym drewnie. Wytwarzają owocniki podobne do borowików (Boletus), posiadające trzon i kapelusz z rurkowatym hymenoforem. Grzybnia posiada międzykomórkowe sprzążki, a zarodniki są kulistawo-elipsoidalne, gładkie. Wysyp zarodników oliwkowobrązowy.
Grzyby z tej rodziny są szeroko rozpowszechnione, szczególnie w regionach tropikalnych.

## Systematyka
Pozycja w klasyfikacji według Index Fungorum: Boletales, Agaricomycetidae, Agaricomycetes, Agaricomycotina, Basidiomycota, Fungi.
Do rodziny Boletinellaceae według Index Fungorum należą rodzaje:
- Boletinellus Murrill 1909
- Phlebopus (R. Heim) Singer 1936[3].